# Margaret Murray Washington
Margaret Murray Washington, née le 9 mars 1865 et morte le 4 juin 1925, est la directrice du Tuskegee Normal and Industrial Institute, qui devient en 1985 l'Université de Tuskegee. Elle est mariée à Booker T. Washington. Elle est intronisée au Temple de la renommée des femmes de l'Alabama en 1972. 

## Biographie
Margaret Murray Washington naît le 9 mars à Macon, Mississippi, au début des années 1860. Son année de naissance exacte est inconnue ; sa pierre tombale indique qu'elle est née en 1865, mais selon le recensement de 1870 son année de naissance est 1861. Elle est l'une des dix enfants nés d'un couple métayers. Son père est immigré irlandais et sa mère afro-américaine, blanchisseuse et ancienne esclave. Son père décède lorsqu'elle a sept ans. Le lendemain, elle déménage pour vivre avec un couple Quaker du nom de Sanders. Ils l'encouragent à devenir enseignante, l'une des rares professions accessibles aux femmes à l'époque. 
Enfant, Margaret Murray Washington passe une grande partie de son temps à lire et excelle rapidement à l'école. À quatorze ans, elle est tellement précoce que l'école lui propose un poste d'enseignante. Déterminée à poursuivre sa carrière d'enseignante, à l'âge de dix-neuf ans, elle s'inscrit à l'Université Fisk, où elle suit le cours préparatoire au collège en cinq ans et le collège en quatre ans. 
C'est à Fisk que Margaret Murray Washington rencontre Booker T. Washington. La considérant comme une étudiante modèle, il lui demande de reprendre le poste de Lady Principal du Tuskegee Normal and Industrial Institute. Murray et Washington se marient en 1893. Ils partagent une maison avec les parents de Washington et les enfants de son précédent mariage et emménagent par la suite dans The Oaks, la propriété que l'Institut Tuskegee a construite pour leur famille en 1901. Elle écrit les discours de son époux, l'aide à agrandir l'école et voyage avec lui lors de ses visites et de ses allocutions. 

### Directrice du Tuskegee Normal and Industrial Institute
Durant son mandat de Lady Principal de Tuskegee, Margaret Murray Washington crée le Tuskegee Woman's Club et fusionne des organisations locales avec des clubs de femmes pour aider à améliorer les valeurs et la libération de la féminité chez les femmes afro-américaines du sud de Jim Crow. En 1895, elle prononce un discours influent intitulé «Travail individuel pour l'élévation morale» à la première conférence nationale des femmes de couleur d'Amérique (en). Elle est créditée d'avoir cofondé l'Association nationale des femmes de couleur en 1896. Elle crée des écoles de campagne, enseigne aux femmes comment vivre et s'occuper de leurs maisons, travaille pour l'amélioration des prisons, commence le Mt. Meigs School pour garçons et l'école industrielle pour filles à Tuskegee, et travaille constamment pour le bien des pauvres et des négligés. En 1912, elle devient la cinquième présidente de l'Association nationale des femmes de couleur. 
À partir de 1915, Margaret Murray Washington travaille pour améliorer le système éducatif des Afro-Américains. Elle s'implique profondément dans l'éducation domestique des mères à Tuskegee et dans le soutien des écoles pour enfants dans les plantations environnantes. 
Margaret Murray Washington se concentre sur l'enseignement domestique et professionnel. Elle s'implique dans la coopération interraciale et participe à la conférence inter-raciale des femmes de Memphis, en 1920. 
Margaret Murray Washington reste à The Oaks jusqu'à sa mort en 1925. Elle est enterrée au cimetière universitaire. 

## Héritage
En 1972, Margaret Murray Washington est intronisée au Women Hall of Fame de l'Alabama pour sa compassion, son intelligence et son indépendance de jugement. Elle figure parmi les plus grandes femmes et dirigeantes afro-américaines de son siècle. 
Le lycée MM Washington Career High à Washington, DC est nommé en son honneur. L'école ferme ses portes en 2008. Un bâtiment sur le campus de Tuskegee est également nommé pour lui rendre hommage. 

## The National Federation of Afro-American Women (NFAAW)
Vers le début du siècle, de nombreux Afro-Américains du Sud sont la cible de victimes de lynchage. Avec l'augmentation de ces lynchages, de nombreuses organisations se forment au cours de cette période. En 1895, un grand groupe de femmes afro-américaines forme the National Federation of Afro-American Women (NFAAW), et Margaret Murray Washington en est élue présidente. 
Cette organisation a un large éventail de tâches, allant de l'aide aux femmes du sud qui tentent d'acheter une maison à l'ouverture d'une garderie, donnant aux femmes la possibilité d'aller travailler. Margaret Murray Washington croit fermement que de nombreux problèmes raciaux peuvent être résolus grâce à la coopération interraciale. Elle pense que tout le monde ne souhaite pas forcément nuire aux personnes de couleur. 
En 1920, une conférence de l'Association nationale des femmes de couleur se tient à Tuskegee, en Alabama. Le principal sujet à l'ordre du jour est le lynchage. De nombreuses organisations anti-lynchage récemment créées sont présentes. La plupart expriment leur soutien au projet de loi définissant le lynchage comme un acte de "meurtre", et estiment que le tueur doit subir des répercussions sur ses actes.   

## Citations
- "Si nous souhaitons nous entraider, nous devons non seulement nous louer, mais aussi critiquer. Un discours clair ne nous fera pas de mal. "
- "Félicitez toujours un enfant et il en arrivera au point où il pensera qu'il lui est impossible de faire des erreurs. "
- "Nous ne pouvons pas nous séparer de notre peuple, peu importe nos efforts; pour ma part, je n'ai aucune envie de le faire."
- "La condition de notre race, provoquée par l'esclavage, l'ignorance, la pauvreté, l'intempérance, devrait faire usage aux femmes sachant qu'en un demi-siècle nous ne pouvons pas nous permettre de perdre de vue la grande majorité de la race qui n'a pas encore, jeté le badge des maux dont j'ai parlé. " [8]

## Remarques
1. ↑  « Inductees », Alabama Women's Hall of Fame, State of Alabama (consulté le 20 février 2012)
2. 1 2  The Oaks: Tuskegee Institute National Historic Site Cultural Landscape Report 
(United States National Park Service: Southeast Regional Office, 2017); available at
http://npshistory.com/publications/tuin/clr-oaks.pdf
3. ↑  « Washington, Margaret Murray (1865-1925) | The Black Past: Remembered and Reclaimed », www.blackpast.org (consulté le 7 décembre 2016)
4. 1 2  « Josephine St. Pierre Ruffin: A pioneer in the black women’s club movement », sur The Bay State Banner, 18 février 2016 (consulté le 26 mai 2020)
5. ↑  « Margaret Murray Washington », English.illinoisstate.edu (consulté le 23 octobre 2017)
6. ↑  « Tuskegee University LEED Tour: Margaret Murray Washington Hall | U.S. Green Building Council », Usgbc.org, 26 avril 2017 (consulté le 23 octobre 2017)
7. ↑  Jacqueline Anne Rouse, Out of the Shadow of Tuskegee: Margaret Murray Washington, Social Activism, and Race Vindication, Association for the Study of African American Life and History, 1966
8. ↑  « (1898) Margaret Murray Washington," We Must Have a Cleaner Social Morality" », http://www.blackpast.org/1898-margaret-murray-washington-we-must-have-cleaner-social-morality, Charleston News and Courier